# Datenschutz konkret
Datenschutz konkret (Dako) ist eine juristische Fachzeitschrift und erscheint seit 2014 in Österreich (Wien) im Verlag Manz. 

## Herausgeber
Dako wird vom Verlag Manz und dem Rechtsanwalt Rainer Knyrim herausgegeben. Die Zeitschrift erscheint seit 2014 fünfmal jährlich.

## Inhalt
In Dako wird das Thema Datenschutz mit einem Schwerpunkt auf Österreich dargestellt. In jedem Heft werden hierzu Entscheidungen österreichischer Behörden (insbesondere der Datenschutzbehörde, des Bundesverwaltungsgerichts und der Höchstgerichte) sowie des Europäischen Gerichtshofs behandelt. Auch praxisnahe Checklisten zur Umsetzung des Datenschutz in Organisationen (etwa Behörden und Unternehmen) sind Teil fast jeder Ausgabe.

## Zielgruppe
Vom Verlag werden als Zielgruppe von Dako Datenschutzbeauftragte, Rechtsabteilungen, Personalabteilungen, IT-Abteilungen, Betriebsräte, Gerichte und Rechtsanwälte genannt.

## Zitierweise
In Dako veröffentlichte bzw. besprochene Beiträge und Entscheidungen werden üblicherweise folgendermaßen zitiert: Dako Jahr/Fundstelle.